# Damian Bęben
Damian Bogdan Bęben (ur. 7 września 1975 w Jastrzębiu-Zdroju) – polski naukowiec, prof. dr hab. inż. budownictwa, specjalizuje się w inżynierii mostowej, geotechnice, metodach nieinwazyjnych w diagnostyce konstrukcji inżynierskich i budowlanych; od 2013 roku jest profesorem nadzwyczajnym Politechniki Opolskiej.

## Życiorys
Urodził się w 1975 roku w Jastrzębiu Zdroju, w którym ukończył szkołę podstawową. W roku 1995 po ukończeniu Techniku Budowlanego w Wodzisławiu Śląskim i zdaniu egzaminu maturalnego podjął studia na kierunku budownictwo na Politechnice Opolskiej, które ukończył w 2000 roku, uzyskując dyplom magistra inżyniera. Następnie podjął studia doktoranckie na Wydziale Inżynierii Lądowej Politechniki Krakowskiej, jednocześnie współpracując z Zakładem Dróg i Mostów Politechniki Opolskiej. W 2005 roku uzyskał stopień naukowy doktora nauk technicznych na Wydziale Budownictwa Politechniki Opolskiej i rozpoczyna pracę w Katedrze Geotechniki i Geodezji Politechniki Opolskiej. W 2013 roku Rada Wydziału Budownictwa Politechniki Opolskiej nadała mu stopień doktora habilitowanego nauk technicznych w dziedzinie budownictwa i specjalności budownictwo komunikacyjne na podstawie cyklu publikacji naukowego pt. Wpływy obciążeń ruchomych na przepusty ze stalowych blach falistych. Obecnie pracuje jako kierownik i profesor uczelni w Katedrze Geotechniki i Geodezji Politechniki Opolskiej. Od 2016 roku pełni funkcję prodziekana do spraw nauki Wydziału Budownictwa i Architektury Politechniki Opolskiej. W 2023 uzyskał tytuł profesora nauk inżynieryjno-technicznych w dyscyplinie inżynieria lądowa i transport.
Specjalizuje się w inżynierii mostowej i geotechnice. Opublikował ponad 100 artykułów i referatów oraz 2 książki. Był zapraszany na wykłady na zagraniczne uniwersytety w Faro (Algarve University) w Portugalii, La Corunie (La Coruna University) w Hiszpanii, Salerno (Slaerno University) we Włoszech, Brnie (Brno University) na Czechach, Zilinie (Zilina University) na Słowacji.